# Константиново (Бежецкий район)
Константиново (карел. Konstan’tinova) — село в Бежецком районе Тверской области. Входит в состав Шишковского сельского поселения. 

## География
Село находится в 2 км на юго-восток от центра поселения деревни Шишково-Дуброво и в 17 км на запад от районного центра Бежецка.

## История
В 1809 году в селе была построена Спасская церковь с 3 престолами, распространена в 1874 году.
В конце XIX — начале XX века село являлось центром Константиновской волости Бежецкого уезда Тверской губернии. 
С 1929 года село являлось центром Константиновского сельсовета Бежецкого района Бежецкого округа Московской области, с 1935 года — в составе Калининской области, с 2005 года — в составе Шишковского сельского поселения.

## Население
| 1859 | 1887 | 2010 |
| ---- | ---- | ---- |
| 138  | ↗223 | ↘89  |

## Достопримечательности
В селе расположена недействующая Церковь Спаса Нерукотворного Образа (1809).